# Río Mojotoro
El río Mojotoro es un curso de agua en la  provincia de Salta, Argentina. Es límite natural norte de la Municipalidad de la ciudad de Salta, la capital provincial; pasa a pocos cientos de metros de la Universidad Nacional de Salta. Su cuenca hidrográfica es de 835 km², y es parte de la cuenca superior del río Bermejo.
El río Mojotoro nace de la confluencia del río La Caldera (a su vez formado por los ríos: Angostura, Santa Rufina, San Alejo) con el Vaqueros, en el departamento La Caldera. Atraviesa todo el valle de Siancas, comenzando por un estrecho valle tectónico de oeste a este.
De su unión con el río Las Pavas se forma el río Lavayén, el cual a su vez se une al río Grande para formar el río San Francisco, el más importante de la provincia de Jujuy y principal afluente del río Bermejo.
- Datos: Q3458710